# Catawba Indijanci
Catawba, pleme Siouan Indijanaca duž rijeke Catawba u Sjevernoj i Južnoj Karolini.

## Ime
Značenje imena Catawba je "river people." Ostali nazivi za njih bili su Anitagua (Cherokee), Cuttawa, Flathead, Oyadagahroene (Iroquois), Tadirighrone (Iroquois) i Tetes-Plattes (Francuzi).

## Jezik
Jezik catawba pripada porodici Siouan i najsrodniji s jezikom Woccon Indijanaca. 

## Plemena i bande
Izvorno su se Catawba dijelili na dvije glavne skupine: Catawba vlastite i Iswa (Esaw, Isaw, Issa ili Ysa). Ne kasnije od 1760. oni su apsorbirali najmanje 20 drugih Siouan plemena u susjednim područjima. 

## Povijest
Catawbe su si isprva dominantan narod Južne Karoline čija je populacija u 17. stoljeću iznosila oko 5,000, ali do 1780. broj im je sveden na oko 500. -Prvi ih vjerojatno susreće pardo (1566) i naziva ih Ysa, Iswa ili Issa (=rijeka) i u ratu su s Irokezima. Kasnije će oni (1653) doći u kontakt s Engleskim kolonistima iz Virginije od kojih će dobiti i vatreno oružje s kojima su se uortačili kako bi spriječili pljačkaške pohode Irokeza. Dolasku Irokeza prethodio je prvotni dolazak Shawnee Indijanaca koje su Irokezi potiskivali na jug, pa se ovi usidriše negdje 1660. između Catawba i Cherokeeja. Catawbe zaratiše s njima i Jučima (Yuchi) kao i bandama Irokeza koje su pljačkale. John Lederer koji ih naziva imenom ushery posjeti ih je 1670. oni su još u dobrim odnosima s Englezima, pa im i pomažu u Ratu s Tuscarorama (1711-1713), no uskoro će indijansko stanovništvo biti desetkovano epidemijama boginja. One su glasvni uzrok što desetkovana plemena traže utočište među catawbama, pa im se 1716. pridružuju Congaree, Santee i Sissipahaw Indijanci. Ovo ojačava i Catawbe koji su postajali sve slabiji. Godine 1728. imaju šest sela, sva na rijeci Catawba. Epidemija boginja pogađa ih 1738, nakon koje im se 1744. priključuju ostaci plemena Cape Fear i Pedee koji migriraju iz Sjeverne Karoline, a za njima pristižu i Wateree. No epidemija koja ih opet pogađa 1752. zbrisala je 50% populacije. catawbama će se priključiti još keyauwee (1761), nakon čega će svi skupa 1763. otići na maleni rezervat u Južnoj Karolini. Iste te godine bit će ubijen i njihov poglavica King Haigler za vrijeme ratnog pohoda Shawnee Indijanaca. U ovom kraju oni će ostati sve do 1840. kada će prodati rezervat za zemlju u Sjevernoj Karolini koji će do 1841. biti sveden tek na jednu četvornu milju i preseljen u Južnu Karolinu. Neki Catawbe bit će 1884. preobračeni na mormonsku vjeru i preseljeni u Utah, a dio će se asimilirat u Cherokeeje. No oni koji su ostali na rezervatu dobit će 1943 novi rezervat koji će okončat već 1959. Kongres SAD-a federalno ih priznaje 1993. Godine 2000. ima ih oko 1,200.

## Etnografija
Izvorna lokacija prije kontakta s Europljana nije poznata, no prema arheologiji Siouan plemena na područjima današnjih Karolina žive nekoliko tisuća godina prije kontakta. Prema jednoj tradiciji, Catawbe u područje rijeke Catawba dolaze sa sjevera, možda iz doline Ohaja odakle su potisnuti od Seneca na jug početkom Dabarskih ratova, da bi na Catawbu stigli oko 1650. U prilog ovome govorila bi i činjenica o njihovom jedinstvenom jeziku, kome se još teškim srcem priznaje srodstvo sa Siouancima. 
Catawbe su prakticirali i deformaciju lubanje kod muške novorođenčadi, pa su ih irokezi prozvali  "flatheads". Njihova sela bila su kružnog oblika i imala podignuta svetišta za javna okupljanja i religiozne ceremonije. Agrikulturom su se bavili i muškarci i žene dok su ostale potrebe za hranom nadopunjavali lovom i ribolovom.   
Njihovi tradicionalni neprijatelji bili su Cherokee, Lenni-Lenape, Shawnee i neka Algonquian plemena s Velikih Jezera. Catawbe su kao ratnici imali užasnu reputaciju koju je još više pojačavao njihov stil nošenja frizure u obliku konjskog repa i ratnim bojama. Oko jednog oka ratnici su imali crnu kružnicu a oko drugog bijelu, dok su ostatak lica bojali u crno, pa kad se sve to spoji s njihovim pljosnatim čelom na neprijatelje su djelovali zastrašujuće.
Kultura Catawba počinje propadati negdje 1720. kada prihvaćaju mnoge običaje engleskih kolonista.